# ويليام نورمان غوثري
ويليام نورمان غوثري (بالإنجليزية: William Norman Guthrie)‏ هو رجل دين أمريكي، ولد في 4 مارس 1868، وتوفي في 9 ديسمبر 1944.